# Ханютин, Юрий Миронович
Ю́рий Миро́нович Ханю́тин (27 декабря 1929, Харьков — 23 января 1978, Москва) — советский киновед, кинокритик, сценарист. Кандидат искусствоведения.

## Биография
Родился 27 декабря 1929 года в Харькове. Отец — Мирон Яковлевич Ханютин, доцент кафедры механики Московского геологоразведочного института имени Серго Орджоникидзе (1942—1950), преподаватель начертательной геометрии, в 1942—1943 годах директор эвакуированной в Семипалатинск части Московского геологоразведочного института, одновременно в 1942—1952 годах профессор и заведующий кафедрой начертательной геометрии и машиностроительного черчения Московского института тонкой химической технологии; мать — Мария Цитовская, врач.
Учился в знаменитой Московской школе № 110, которую окончил в 1947 году.
В 1951 году окончил театроведческий факультет ГИТИСа. Работал в клубе им. Кагановича. С 1955 года — в редакции «Литературной газеты» (литературный сотрудник, заведующий отделом театра). Окончил аспирантуру в Институте истории искусств, защитил кандидатскую диссертацию на тему «Советские художественные фильмы о Великой Отечественной войне: (К вопросу о развитии социалистического реализма в киноискусстве 40-х — 50-х годов)». Был заведующим сектором кино социалистических стран в Научно-исследовательском институте теории и истории кино.
Печатался с 1950 года. Автор многочисленных статей по вопросам киноискусства. Автор книг «Сергей Бондарчук» (1962), «Предупреждение из прошлого» (1968), «Sergej Jutkewitsch» (1968, совм. с М. Туровской), «Современное документальное кино» (1970), «Реальность фантастического мира» (1977).
Автор сценариев к документальным фильмам «Обыкновенный фашизм» (1965, совм. с М. И. Роммом, М. И. Туровской), «О нашем театре» (1975, совм. с М. И. Туровской), «Пётр Мартынович и годы большой жизни» (1976, совм. с М. И. Туровской) и др.
С 1974 года читал циклы лекций «Современный советский и зарубежный фильм» на Высших курсах сценаристов и режиссёров.
Сын — Алексей Юрьевич Ханютин (род. 1956), режиссёр-документалист.
Умер 23 января 1978 года. Похоронен на Ваганьковском кладбище.

## Научные труды

### Монографии
- Ханютин Ю. М. Сергей Бондарчук. — М.: Искусство, 1962. — 181 с. — (Мастера киноискусства).
- Ханютин Ю. М. Предупреждение из прошлого. — М.: Искусство, 1968. — 285 с.
- Ханютин Ю. М. Современное документальное кино. — М.: Знание, 1970. — 40 с.
- Ханютин Ю. М. Реальность фантастического мира: Проблемы западной кинофантастики / Всесоюз. науч.-исслед. ин-т искусствознания, Науч.-исслед. ин-т теории и истории кино. — М.: Искусство, 1977. — 304 с.

### Статьи
- Ханютин Ю. М. Фильм и зритель в системе массовых коммуникаций // Искусство кино. — 1976. — № 9. — С. 33—52.
- Ханютин Ю. М. Возвращенное время // Искусство кино. — 1977. — № 7.